# Arbo-informatieblad
Een Arbo-informatieblad (afgekort AI-blad) is een publicatie, uitgegeven onder toezicht van het Ministerie van Sociale Zaken en Werkgelegenheid, die voor werkgevers en werknemers Arbowetgeving inzichtelijk en toegankelijk maakt. AI-bladen worden uitgegeven door de Sdu.
Arbo-informatiebladen behandelen zowel technische zaken, als organisatorische zaken van het werk zelf en de werkomgeving (arbeidsplaats).
Voorbeelden van AI-bladen:
- Asbest
- Machineveiligheid
- Rolsteigers
- Zwangerschap en arbeid